# Малі Четаї
Ма́лі Чета́ї (рос. Малые Четаи, чув. Кĕçĕн Чутай) — присілок у Чувашії Російської Федерації, у складі Великосундирського сільського поселення Ядринського району.
Населення — 85 осіб (2010; 123 в 2002, 231 в 1979, 470 в 1939, 451 в 1926, 244 в 1858, 89 в 1795). У національному розрізі у присілку мешкають чуваші.

## Історія
До 1866 року селяни мали статус державних, займались землеробством, тваринництвом. У 1920-ті роки діяли вітряк, початкова школа, різні майстерні. 1931 року створено колгосп «Тельман». До 1927 року присілок входив до складу Вильської, Шемердянівської та Балдаєвської волості Ядринського повіту. З переходом на райони 1927 року — у складі Ядринського району.

## Господарство
У присілку працює магазин.